# Peterhead
Peterhead är en stad i östligaste Skottland vid kusten, 45 kilometer nordnordöst om Aberdeen.
Peterhead som grundades har varit känd för sitt betydande sillfiske, fiskkonserveringsfabriker, skeppsbyggeri och granitbrott. Den tidigare betydande sjöfarten har numera liten betydelse.